# Metropolitana di Chongqing
La metropolitana di Chongqing (Cinese semplice:重庆轨道交通; Pinyin:Chóngqìng Guǐdào Jiāotōng) è il sistema di trasporti della città di Chongqing in Cina. Al momento è costituita da 4 linee, di cui due monorotaie a sella. Sono inoltre in costruzione 3 nuove linee che apriranno nei prossimi anni.

## Linee
| Linea   | Tipologia             | Capolinea    | Capolinea                                      | Aperta | Ultima estensione | Lunghezza totale in km | Stazioni |
|         |                       |              |                                                |        |                   |                        |          |
| Linea 1 | Metropolitana pesante | Chaotianmen  | Shapingba                                      | 2011   | —                 | 16,4                   | 14       |
| Linea 2 | Monorotaia            | Jiaochangkou | Xinshancun                                     | 2005   | 2006              | 16,5                   | 15       |
| Linea 3 | Monorotaia            | Ertang       | Aeroporto Internazionale di Chongqing Jiangbei | 2011   | 2011              | 39,1                   | 29       |
| Linea 6 | Metropolitana pesante | Wulidian     | Kangzhuang                                     | 2012   | —                 | 15,8                   | 10       |